# Neville Chamberlain
Arthur Neville Chamberlain (Edgbaston, 18 marzo 1869 – Heckfield, 9 novembre 1940) è stato un politico inglese membro del Partito Conservatore nonché primo ministro del Regno Unito dal 28 maggio 1937 al 10 maggio 1940.
Contraddistinto da una notevole carriera non solo politica, divenne Ministro della Salute negli anni '20, Cancelliere dello Scacchiere negli anni '30 e infine Primo Ministro nel 1937, venendo ricordato soprattutto per la sua politica estera nei confronti dei regimi fascisti europei, nota come appeasement, che lo ha reso un personaggio controverso nella storiografia inglese.

## Biografia

### Infanzia, imprenditoria e primi anni in politica (fino al 1918)
Neville Chamberlain era figlio del politico inglese Joseph Chamberlain e della sua seconda moglie, Florence Kenrick. Era fratellastro di sir Austen Chamberlain. Da giovane frequentò la Rugby School e successivamente si iscrisse al Mason Science College, futura università di Birmingham; tuttavia non ebbe molta passione per gli studì e tentò l'avventura finanziaria. Dal 1890 al 1897 si trasferì alle Bahamas per gestire delle piantagioni di agavi in un isolotto deserto a quaranta miglia da Nassau, ma l'impresa si rivelò un fallimento ed egli perse 50.000 sterline dell'epoca. Tornato in Inghilterra, dal 1897 lavorò a Birmingham ai vertici di numerose imprese manifatturiere. Nel 1911 sposò Anne Cole, la sorella di Horace de Vere Cole, che lo incoraggiò a intraprendere la carriera politica.
Anche se già alle elezioni del 1900 si era impegnato durante la campagna elettorale, sostenendo il Partito Liberale Unionista di suo padre, Chamberlain iniziò la sua carriera politica solamente nel 1911, come membro del consiglio comunale di Birmingham, carica che mantenne fino al 1918. Durante questo periodo servì anche come sindaco della città (1915-1916).

### Deputato e ministro (1919-1937)
In seguito fu eletto deputato fra le file del Partito Conservatore nel 1918 per il collegio di Birmingham Ladywood, a 49 anni (tra i politici che poi divennero Primi Ministri, fu il più anziano ad essere eletto nella sua prima legislatura). Da deputato, lavorò prevalentemente nelle commissioni parlamentari, occupandosi di e visitando le aree più disagiate delle grandi città britanniche. Grazie ad alcuni avvenimenti e dissidi all'interno del partito, ebbe una veloce ascesa sin dai primi anni, arrivando a diventare Cancelliere dello Scacchiere già nel 1923.

#### Cancelliere dello Scacchiere
Come ministro delle finanze del Regno Unito dal 1931, dovette affrontare la grave crisi mondiale provocata dal crollo di Wall Street del 1929 (in cui si distinse per saper garantire tutte le necessità alimentari del popolo inglese, senza danneggiare le finanze dello Stato, anzi arrivando a istituire l'Unemployed Assistance Board con un'apposita legge del 1934 e potenziando il welfare, inteso anche nel senso letterale di benessere), per saper proporre idee per risolvere la questione del pagamento dei debiti e dei prestiti con gli Stati Uniti (in cui si propose di pagare in oro) e per dover affrontare una "guerra commerciale" con l'Irlanda dal 1932 al 1938 (la cosiddetta "Economic War"), con quest'ultima che impose una forte politica protezionista (con l'arrivo al governo del partito nazional-conservatore Fianna Fáil).
La sua carriera politica giunse al culmine nel maggio 1937, quando successe infine a Stanley Baldwin alla testa del partito e del governo del Regno Unito.

### Primo ministro (1937-1940)

#### Politica interna
Introdusse il Factory Act 1937, che andava a rinforzare le politiche del welfare nelle fabbriche già introdotte in altre due analoghe leggi di inizio Novecento, introducendo limiti orari di lavoro per donne e bambini.
Con il Coal Act 1938 si iniziò la nazionalizzazione delle riserve di carbone (che sarebbe stata portata avanti dal Coal Industry Nationalisation Act 1946).
Particolarmente importante è il Holidays with Pay Act 1938 che, pur concedendo solo in via teorica una settimana di ferie retribuite, di fatto portò alla popolarità dei campeggi per le vacanze (in inglese holiday camp) e di altre attività di divertimento.
L'Housing Act 1938 portò ad istituire dei sussidi per eliminare i tristemente celebri slum delle città e mantenne il controllo sugli affitti.
Fu proprio la volontà di volersi concentrare nel riformare il paese profondamente a portarlo ad adottare la famosa politica conciliante dell'appeasement con la Germania.

#### La politica dell'appeasement
In politica estera Chamberlain tentò di neutralizzare l'aggressività di Hitler praticando la politica dell'appeasement (pacificazione a prezzo di concessioni): l'idea era quella di rendere il Terzo Reich un partner in un'Europa stabilizzata. Chamberlain intraprese delle relazioni d'amicizia con l'Italia fascista (attraverso l'ambasciatore Dino Grandi), superando completamente le sanzioni per la Guerra d'Etiopia e gli effetti da questa derivanti, per tentare di mettere in crisi l'Asse e allentare le tensioni nel continente.
All'inizio del 1938, con la questione austriaca, egli tentò di formare un'intesa con l'Italia e iniziò con quest'ultima delle trattative (che porteranno infine alla firma degli Accordi di Pasqua ad aprile, nonostante la critica del suo ministro degli Esteri Anthony Eden di non voler includere il riconoscimento dell'occupazione dell'Etiopia nella possibile trattativa, dimettendosi per ciò il 21 febbraio 1938 e venendo sostituito da Edward Wood, I conte di Halifax, sebbene Eden stesso tenterà a posteriori di spacciare le sue dimissioni come una critica verso l'appeasement), anche in base a ciò che era successo già nel 1934 con il putsch di luglio, dove l'Italia aveva contrastato apertamente le idee espansioniste di Hitler. Ma le relazioni tra Italia e Germania erano diventate di solida alleanza quattro anni dopo e, così, nel marzo 1938 l'Austria viene annessa alla Germania, pur con una forte condanna formale da parte del governo inglese.

Da maggio 1938 sorge la questione dei tedeschi dei Sudeti e della Cecoslovacchia (poiché due tedeschi dei Sudeti vennero uccisi da delle guardie di frontiera ceche e ciò provocò tumulti nei Sudeti stessi, offrendo l'occasione ad Hitler per richiedere ulteriori annessioni). Dopo essere riuscito a convincere Hitler ad avere un incontro tra le potenze dell'Intesa e la Germania il 28 settembre 1938, Chamberlain ottenne il maggior successo personale quando fece ritorno dopo la firma degli accordi di Monaco qualche giorno dopo, annunciando solennemente al paese di portare «pace per la nostra epoca»: ben noto è il suo sbarco dall'aereo attorniato dalla folla e dai giornalisti, mentre sventola i fogli dell'accordo stesso. Gli accordi di Monaco, in ogni caso, furono considerati da Chamberlain e dal Governo di Londra come l'ultima concessione fatta al Terzo Reich. Quando in seguito divenne chiara l'inaffidabilità delle potenze dell'Asse (Hitler occupò sotto pretesto anche Praga, mentre Mussolini invase l'Albania), Chamberlain accelerò il riarmo della Gran Bretagna (fondamentali da questo punto di vista furono gli aerei da caccia Hurricane e Spitfire, entrati in servizio alla fine degli anni trenta, e l'introduzione del radar, con la famosa rete Chain Home) e fornì la garanzia per l'integrità della Polonia.

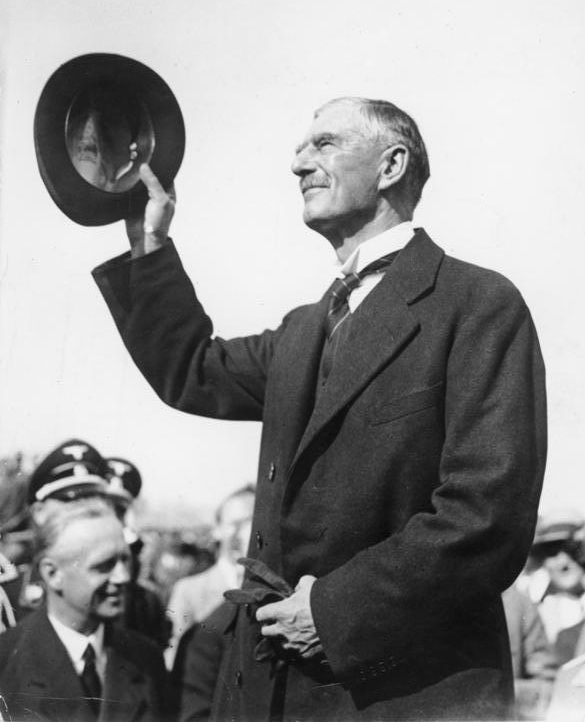
Chamberlain arriva a Monaco di Baviera in occasione della conferenza di Monaco

Ciò nonostante Chamberlain tentò comunque di trovare una linea di dialogo con la Germania, al fine di scongiurare una guerra. La Notte dei cristalli del 9 novembre 1938 fece abbandonare ogni ulteriore speranza e la politica di appeasement cominciò ad essere abbandonata dalla politica e dal governo inglese.
All'inizio del 1939, dopo varie dichiarazioni sia di Chamberlain che di Hitler, sembrava che la situazione internazionale stesse lentamente cominciando a migliorare, ma dopo l'annessione dei territori slavi della Cecoslovacchia a metà marzo 1939, in spregio ai patti sottoscritti, divenne definitivamente chiaro che la Germania nazista si stava prendendo gioco delle diplomazie europee. Iniziarono dunque varie trattative tra i vari Stati che erano rimasti liberi dall'influenza tedesca: in particolare Chamberlain si concentrò a offrire garanzie alla Polonia, prossimo obiettivo designato da Hitler (stava iniziando a sorgere la questione di Danzica), stringendo alcuni accordi militari con la Polonia che ottennero il consenso non solo del pubblico inglese ma persino di Churchill e di Lloyd George.
Il riarmo del Regno Unito, già in atto da alcuni anni, permise di resistere all'attacco tedesco del 1940 dopo che era stata decisa la dichiarazione di guerra alla Germania il 3 settembre 1939, due giorni dopo l'invasione tedesca della Polonia.
Chamberlain rassegnò le dimissioni il 10 maggio 1940, dopo l'invasione tedesca della Francia: vista la gravità della situazione, riteneva necessario un Governo di larghe intese ed era consapevole che né i Liberali né i Laburisti avrebbero appoggiato un esecutivo guidato da lui. Suo successore divenne Winston Churchill, ma Chamberlain conservò un posto di primo piano sia nel Gabinetto di Guerra (quale Lord Presidente del Consiglio), sia nel Partito Conservatore.

#### La morte
Abbandonò però ogni incarico il 22 settembre 1940, con l'aggravarsi delle sue condizioni di salute (gli era già stato diagnosticato un tumore del colon-retto allo stadio terminale). Morì il 9 novembre 1940. Il discorso funebre fu pronunciato da Winston Churchill.
Chamberlain riposa nell'Abbazia di Westminster, a Londra.

## Reputazione ed eredità politica
La reputazione di Chamberlain rimane controversa ancora oggi ed è stata oggetto di diverse e contrastanti valutazioni, sebbene nel corso del tempo sia in parte mutata la tendenza generale nei suoi riguardi: nei primi anni successivi alla Seconda guerra mondiale prevalevano i giudizi severi nei confronti del Primo Ministro che non si era dimostrato abbastanza fermo nei confronti di Hitler, favorendo quindi indirettamente l'arroganza dei nazisti. La sua reputazione molto alta, anche per tutti gli incarichi svolti brillantemente durante la sua lunga carriera, fu velocemente erosa sia da libri pubblicati sin subito dopo lo scoppio della Seconda guerra mondiale stessa (come il celeberrimo Guilty Men, del 1940, dove si accusavano diversi politici di non aver saputo agire, a partire proprio da lui), sia dagli scritti di Winston Churchill (come The Gathering Storm, il primo di una collana pubblicata dal 1948), il quale però era interessato a ritrarsi fin da principio come il più accanito avversario del tiranno teutonico, e ciò anche sulla base di giudizi ingenerosi e non di rado faziosi nei confronti del suo predecessore.
Winston Churchill, d'altro canto, non risparmiò le critiche verso l'ottimismo di Chamberlain, commentando gli accordi di Monaco con la celebre frase: "... potevano scegliere tra il disonore e la guerra, hanno scelto il disonore ed avranno la guerra": Churchill scrisse nelle sue memorie che nel 1938 la Germania era ancora debole militarmente e poteva essere attaccata, invece di perseguire la strada “disonorevole” degli accordi di Monaco, ma tale opinione è stata smentita dagli storici recenti. Lo stesso John Fitzgerald Kennedy, il futuro presidente USA, il cui padre Joseph era stato ambasciatore in Gran Bretagna in quei momenti cruciali e che poté così consultare documenti riservati, nel suo pamphlet Perché l'Inghilterra dormì evidenziò come l'apparente arrendevolezza delle potenze occidentali nel 1938 fosse dovuta essenzialmente alla consapevolezza della loro impreparazione militare. La impreparazione militare declamata da Churchill, più della realtà, trasse in inganno Hitler.
Negli ultimi anni, invece, si è tentato di giungere a una maggiore comprensione del contesto storico in cui Neville Chamberlain si trovò ad agire.